# Mammillaria wrightii
Espèce
Statut de conservation UICN

 LC  : Préoccupation mineure
Statut CITES
Mammillaria wrightii est une espèce de petit cactus du genre Mammillaria. Il doit son nom au botaniste américain Charles Wright qui explora surtout le Texas et l'île de Cuba.

## Description
Mammillaria wrightii pousse plutôt en solitaire. Il est de forme cylindrique à bout arrondi  et mesure de trois à huit centimètres de diamètre. Ses épines sont blanches, celles du haut étant plus longues (de huit à douze millimètres).
Ses fleurs vont du magenta au pourpre et sont très raremement blanches. Elles mesurent enviton 2,5 cm de diamètre et de longueur. Ses fruits ovoïdes sont rouges et mesurent 2,5 cm de longueur avec des graines noires.
Il existe deux sous-espèces: Mammillaria wrightii subsp. wrightii et Mammillaria wrightii subsp. wilcoxii (autrefois espèce à part entière).

## Habitat
Mammillaria wrightii est originaire des zones arides des États américains de l'Arizona et du Nouveau-Mexique, ainsi que des États mexicains de Sonora et de Chihuahua.

## Synonymes
- Mammillaria wrightii subsp. wrightii: Chilita wrigthii (Engelm.) Orcutt (1926), Ebnerella wrigthii (Engelm.) Buxb. (1951) et Cochemiea wrightii (Engelm.) Doweld (2000).
- Mammillaria wrightii subsp. wilcoxii: Mammillaria wilcoxii Toumey ex K. Schum. (1898), Chilita wilcoxii (Toumey ex K. Schum.) Orcutt (1926), Mammillaria wrightii var. wilcoxii (Toumey ex K. Schum.) W.T. Marsh. (1950), Ebnerella wilcoxii (Toumey ex K. Schum.) Buxb. (1951), Cochemiea wrightii subsp. wilcoxii (Toumey ex K. Schum.) Doweld (2000), Mammillaria wilcoxii var. viridiflora W.T. Marsh. (1951), Mammillaria wrightii var. viridiflora (W.T. Marsh.) W.T. Marsh. (1950), Mammillaria barbata var. viridiflora (W.T. Marsh.) E.Kuhn (1979, nom. inval. ICBN-Article 33.3), Mammillaria meridiorosei (Castetter) P. Pierce & K.H. Schwerin (1978), Mammillaria wrightii fa. wolfii D.R. Hunt (1979) et Mammillaria wrightii var. wolfii (D.R. Hunt) Repp. (1991).